# Kirkton (Dumfries and Galloway)
 (septembre 2023).
Kirkton est un village situé dans le Dumfries and Galloway, en Écosse.